# Sekretarz stanu Stanów Zjednoczonych
Sekretarz stanu Stanów Zjednoczonych (ang. United States Secretary of State) – członek rządu federalnego Stanów Zjednoczonych zarządzający Departamentem Stanu Stanów Zjednoczonych. Jego stanowisko jest uważane za amerykański odpowiednik ministra spraw zagranicznych.
Urząd sekretarza stanu został ustanowiony przez Kongres Stanów Zjednoczonych w 1789 wraz z ustanowieniem Departamentu Stanu Stanów Zjednoczonych, który zastąpił Departament Spraw Zagranicznych Stanów Zjednoczonych. Powstał na mocy tytułu 22 Kodeksu Stanów Zjednoczonych. Jego siedziba mieści się na siódmym piętrze Harry S. Truman Federal Building.

## Uprawnienia
Sekretarz Stanu jest powoływany przez prezydenta po naradzie z Senatem Stanów Zjednoczonych i mianowany po zaakceptowaniu go przez Senat.
Zgodnie z konstytucją prezydent określa politykę zagraniczną Stanów Zjednoczonych, a sekretarz stanu jest jego głównym doradcą do spraw zagranicznych i prowadzi określaną przez prezydenta politykę zagraniczną za pośrednictwem departamentu. Do jego obowiązków należą:
- Zarządzanie Departamentem Stanu[2]
- Nadzorowanie służby zagranicznej Stanów Zjednoczonych[2]
- Doradzanie prezydentowi w sprawach polityki zagranicznej Stanów Zjednoczonych[2]
- Doradzanie prezydentowi w zakresie nominowania ambasadorów, posłów, konsulów i innych zagranicznych przedstawicieli Stanów Zjednoczonych[2]
- Doradzanie prezydentowi w zakresie przyjmowania przedstawicieli innych rządów[2]
- Prowadzenie negocjacji między Stanami Zjednoczonymi, a innymi krajami[2]
- Zarządzanie wydawaniem paszportów obywatelom Stanów Zjednoczonych i exequaturów zagranicznym przedstawicielom[2]
- Osobiście uczestniczy lub wyznacza przedstawicieli Stanów Zjednoczonych na międzynarodowe konferencje, oraz w międzynarodowych organizacjach i agencjach[2]
- Negocjowanie, interpretowanie i zrywanie umów międzynarodowych[2]
- Zapewnianie ochrony rządowi Stanów Zjednoczonych oraz amerykańskim obywatelom, mieniu i interesów w innych krajach[2]
- Pilnowanie przestrzegania amerykańskich przepisów imigracyjnych za granicą[2]
- Zapewnianie obywatelom amerykańskim informacji dotyczących warunków politycznych, ekonomicznych, społecznych, kulturowych i humanitarnych w innych krajach[2]
- Informowanie Kongresu Stanów Zjednoczonych i obywateli o relacjach Stanów Zjednoczonych z innymi krajami[2]
- Promowanie korzystnych stosunków gospodarczych między Stanami Zjednoczonymi, a innymi krajami[2]
- Pośredniczenie w komunikacji między rządem federalnym, a stanami w sprawie ekstradycji zbiegów z innych państw lub do innych państw[2]

Sekretarz Stanu nadal wypełnia także obowiązki powierzone mu przez Kongres Stanów Zjednoczonych w 1789 w zakresie zapewnienia podstaw funkcjonowania Departamentu Stanu Stanów Zjednoczonych. Obejmują one opiekę nad Wielką Pieczęcią Stanów Zjednoczonych, przygotowywanie niektórych proklamacji prezydenckich, publikowanie traktatów i aktów międzynarodowych, publikowanie raportów stosunków Stanów Zjednoczonych z innymi państwami oraz zapewnienie bezpieczeństwa oryginalnym spisanym traktatom i umowom międzynarodowym.
Jest czwarty w linii sukcesji prezydenckiej Stanów Zjednoczonych kolejno po: wiceprezydencie, spikerze Izby Reprezentantów i przewodniczącym pro tempore Senatu.